# Friedrich Johannes Hugo von Engelken
Friedrich Johannes Hugo "F. H." von Engelken (1881–1930) foi o diretor da Casa da Moeda dos Estados Unidos de 1916 a 1917.

## Biografia
F. H. von Engelken nasceu na Dinamarca em 1881. Mais tarde mudou-se para a Flórida. Ele se casou com Louisiana Breckenridge Hart Gibson em 1906.
Em 1908, von Engelken foi um membro da Comissão Americana nomeado pelo presidente Theodore Roosevelt para estudar os créditos rurais na Europa Ocidental. Ele foi o autor de um relatório minoritário que foi finalmente incorporado ao Federal Farm Loan Act de 1916, que criou o Sistema de Crédito Agrícola.
Em 1916, o presidente Woodrow Wilson nomeou von Engelken como diretor da Casa da Moeda dos Estados Unidos e, posteriormente, ocupou esse cargo de setembro de 1916 a março de 1917.
Em 1917, tornou-se presidente do Banco Federal de Terras do Terceiro Distrito. Mais tarde, tornou-se chefe de vendas de títulos do Conselho de Empréstimos Agrícolas.

## Nota
- Este artigo foi inicialmente traduzido, total ou parcialmente, do artigo da Wikipédia em inglês cujo título é «Friedrich Johannes Hugo von Engelken», especificamente desta versão.